# Erica spumosa
Erica spumosa är en ljungväxtart som beskrevs av Carl von Linné. Erica spumosa ingår i släktet klockljungssläktet, och familjen ljungväxter. Inga underarter finns listade i Catalogue of Life.

## Bildgalleri

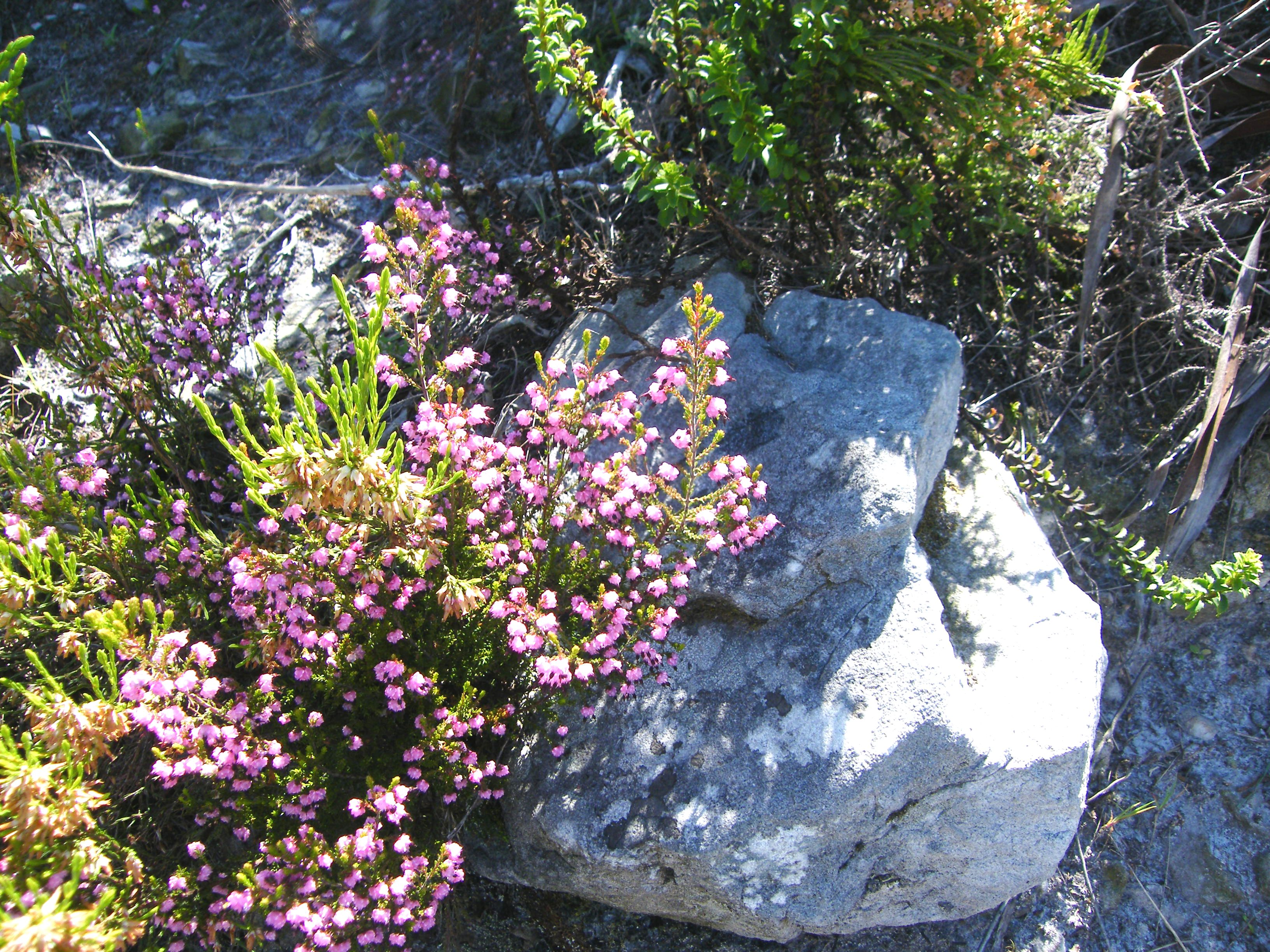